# Chambairy
La Chambairy ou l'Hautagrive est un sommet situé dans le Chablais valaisan, dans le canton du Valais en Suisse qui culmine à 2 201 mètres d'altitude. Voisin du Grammont et des Cornettes de Bise, il fait partie du massif du Chablais.